# Kaj Braw

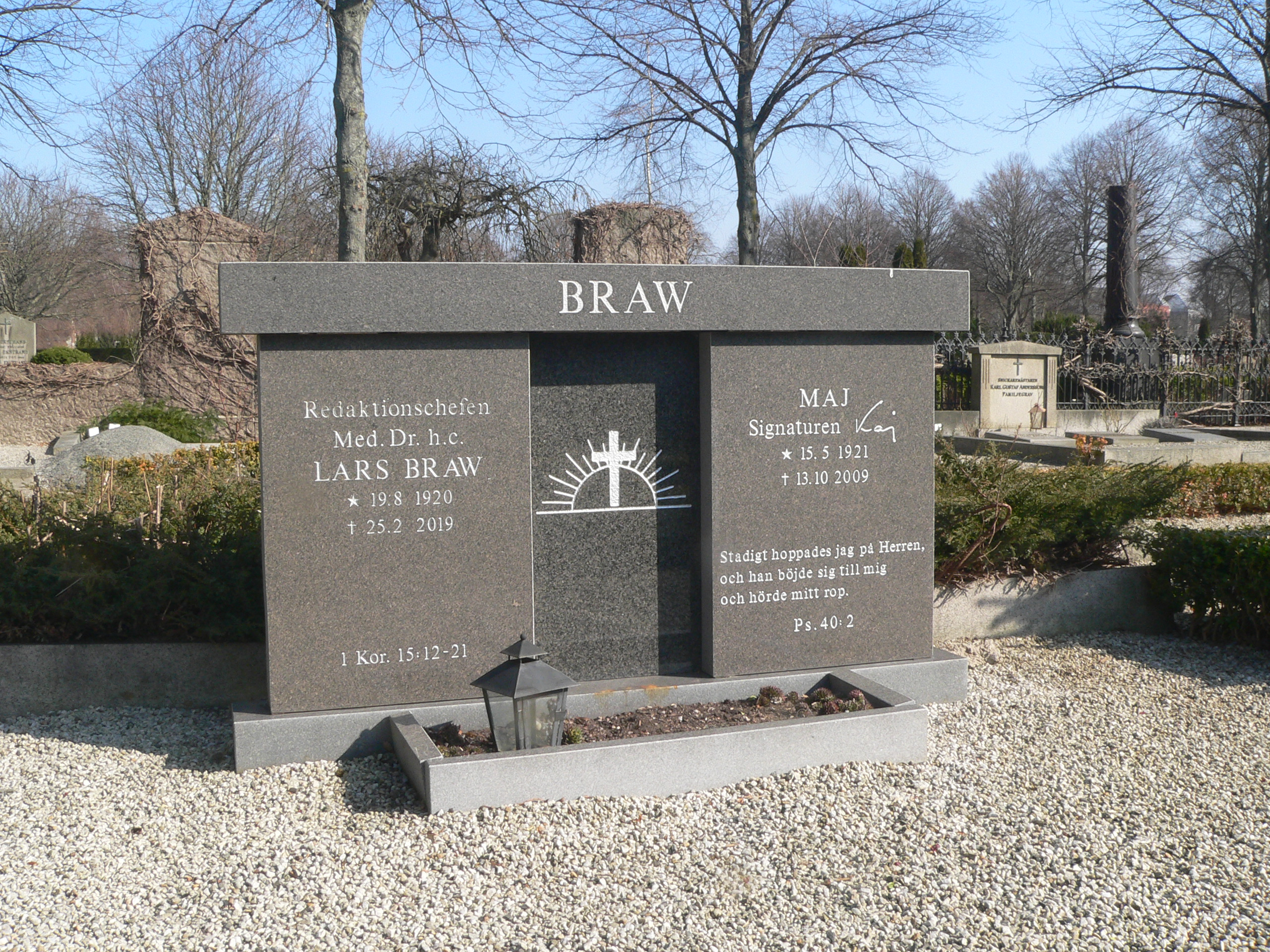
Makarna Braws grav på Sankt Pauli norra kyrkogård (kvarter 1, rad 11, grav 2) i Malmö.

Maj Irene Braw (född Sidén), mer känd under signaturen Kaj, född den 15 maj 1921 i Holafors i Ådals-Liden, död den 13 oktober 2009 i Malmö, var en svensk journalist, kåsör och författare.
Efter en inledning på olika norrlandstidningar, anställdes hon i början av 1960-talet på Sydsvenskan, där hon blev en uppskattad kåsör.
Kaj Braw gifte sig 1944 med tidningsmannen Lars Braw och tillsammans fick de barnen Monica och Christian Braw.

## Böcker
Kaj Braws mer framträdande kåserier samlades i ett antal böcker:
Eller va?: kåserier (1964)
I väntan på gott år: 40 stycken Kaj (1973)
Klappa till varandra: 40 stycken Kaj (1974)
Kaj reser: 27 resekåserier (1975)
Och Sverige är mitt allt på jorden: 40 stycken Kaj (1976)
Säj, vad har hänt?: 40 stycken Kaj (1977)
Skorpsmulor och lönnsirap: 40 stycken Kaj (1978)
Vad var det jag sa?: 40 stycken Kaj (1980)
Stycken av Kaj (1987)
Tillsammans med maken Lars skrev hon Vart skall vi resa? 1983.